# Aleksandr Jemszanow
Aleksandr Iwanowicz Jemszanow (ros. Алекса́ндр Ива́нович Емша́нов, ur. 25 sierpnia 1891 w guberni permskiej, zm. 26 listopada 1937) – ludowy komisarz komunikacji RFSRR (1920-1921).

## Życiorys
1905 skończył szkołę kolejową i 1905-1917 pracował na Kolei Permskiej, równocześnie studiował na Uniwersytecie Permskim (nie ukończył), 1917 wstąpił do SDPRR(b), od 1 czerwca 1918 szef Kolei Permskiej, szef Wiackiego Oddziału Kolei Permskiej. Od 10 grudnia 1920 do 14 kwietnia 1921 ludowy komisarz komunikacji RFSRR, od kwietnia 1921 do 1922 zastępca ludowego komisarza komunikacji RFSRR, 1921-1922 przewodniczący Podstawowej Komisji Transportowej, 1922-1923 przewodniczący Zarządu Kolei Permskiej. 1923-1924 pełnomocnik Kolegium Ludowego Komisariatu Komunikacji ZSRR ds. stosunków zagranicznych i przedstawiciel Kolegium tego komisariatu w Rosyjskiej Misji Zagranicznej, 1924-1926 zarządca Kolei Permskiej, 1926-1931 zarządca Kolei Wschodniochińskiej. Od 1931 kolejno pracownik Państwowej Komisji Planowania przy Radzie Komisarzy Ludowych ZSRR, szef budowy Kolei Moskiewsko-Donbaskiej i szef Kolei Moskiewsko-Donbaskiej, następnie w dyspozycji Ludowego Komisariatu Komunikacji ZSRR.
14 stycznia 1937 aresztowany, 25 listopada 1937 skazany na śmierć przez Kolegium Wojskowe Sądu Najwyższego ZSRR "za szkodnictwo, szpiegostwo i kierowanie prawicowo-trockistowską grupą na kolei" i następnego dnia rozstrzelany. 11 kwietnia 1956 pośmiertnie zrehabilitowany.